# Wohldorfer Graben

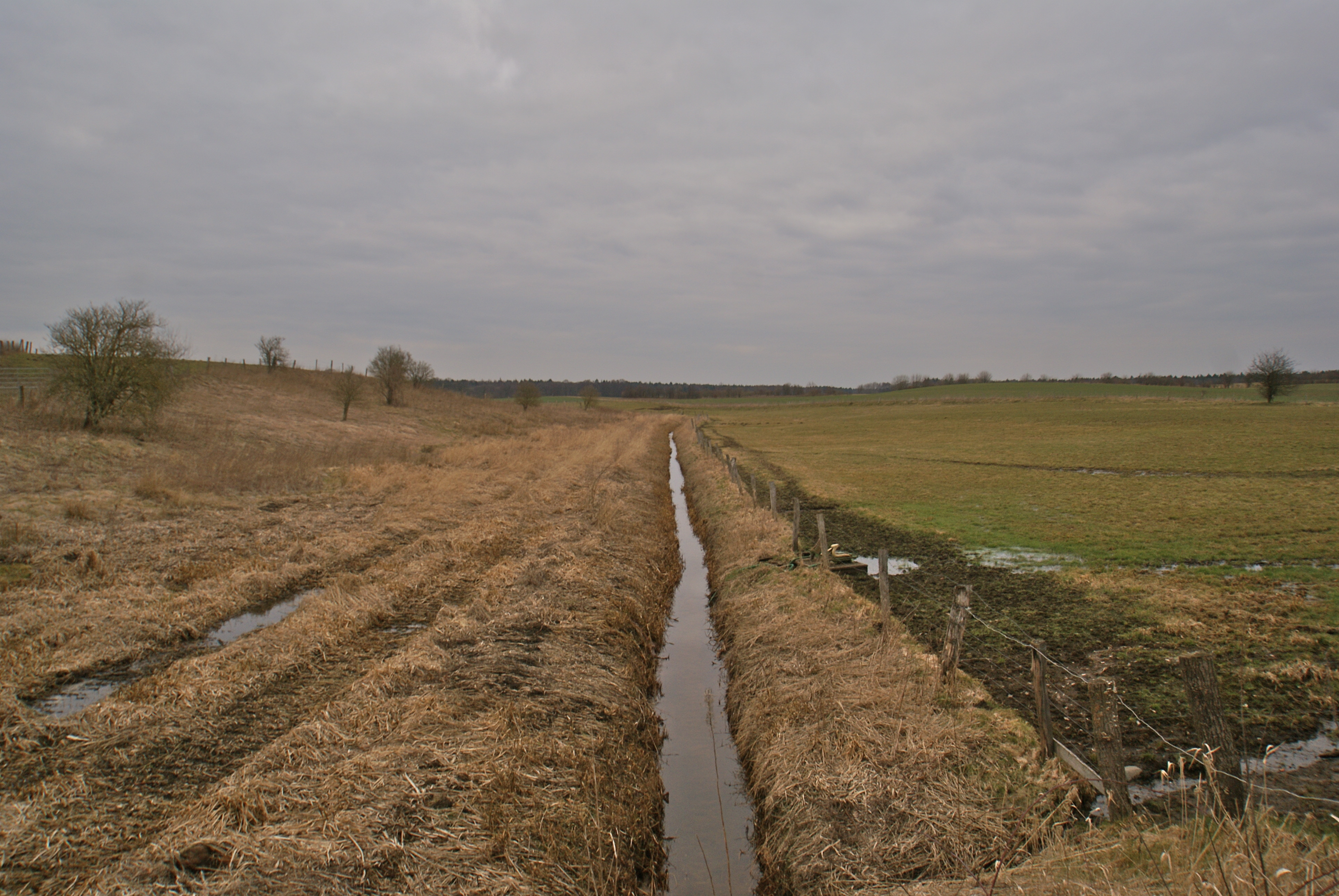
El Wohlsdorfer Graben al carrer Duvenstedter Triftweg en direcció nord

El Wohldorfer Graben és un petit afluent del riu Ammersbek a l'estat d'Hamburg a Alemanya.
Neix a la vora de la reserva natural del Duvenstedter Brook i desemboca a la vora del Wohldorfer Wald, a prop del monument llistat del Herrenhaus, la residència estival del senat d'Hamburg.